# Dendrobium bilobulatum
Dendrobium bilobulatum är en orkidéart som beskrevs av Gunnar Seidenfaden. Dendrobium bilobulatum ingår i släktet Dendrobium, och familjen orkidéer. Inga underarter finns listade i Catalogue of Life.